# Saverio Malizia

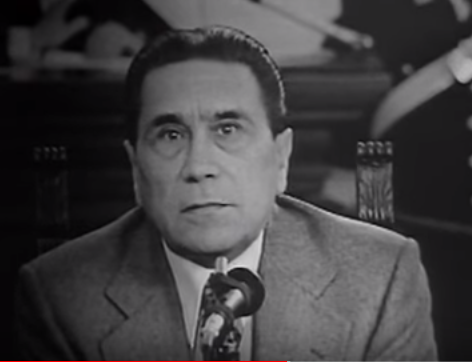
Il generale Saverio Malizia

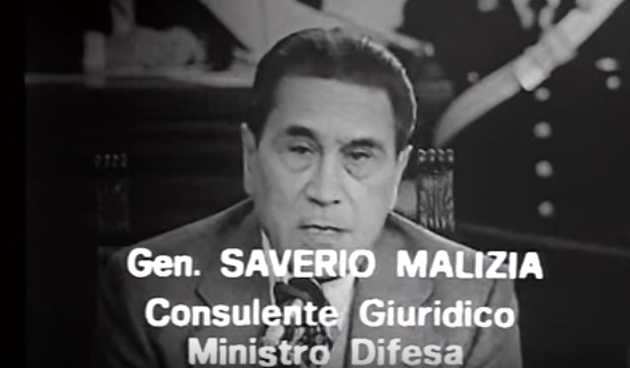
Il generale Saverio Malizia durante la testimonianza al processo di Catanzaro sulla strage di Piazza Fontana

Saverio Malizia (Trapani, 6 giugno 1914 – ...) è stato un generale e magistrato militare italiano.

## Biografia
Laureato in giurisprudenza, era Maggiore di complemento del Regio esercito durante la seconda guerra mondiale. Aveva poi aderito alla RSI ed a Trieste, dopo l'8 settembre 1943,  aveva svolto funzioni di magistrato militare. 
Nel dopoguerra, dopo una iniziale epurazione, fece rapidamente carriera divenendo prima colonnello e poi generale. Magistrato militare, dal 1960 fu al Tribunale supremo militare. Contemporaneamente insegnava Diritto all'Università Sapienza di Roma. Maggior generale della Giustizia militare, arrivò fino alla carica di sostituto procuratore generale e di consigliere relatore e, occupandosi di tutela del segreto militare, dal 1964 al 1974 fu custode dei segreti della Repubblica italiana, dal caso Sifar (tentato golpe del Piano Solo) a quello SID (Strage di piazza Fontana). In quegli stessi anni il fratello Carlo Alberto, presidente del Tribunale di Trapani, entrò in contrasto con il locale procuratore della Repubblica Cristoforo Genna e fu costretto alle dimissioni.
Dal 1968 fu consulente giuridico dei presidenti del Consiglio Giulio Andreotti e Mariano Rumor. Promosso Tenente generale nel 1976. Mentre era consulente giuridico del ministro della Difesa Mario Tanassi, fu arrestato in aula al processo di Catanzaro sulla Strage di piazza Fontana per falsa testimonianza. Fu condannato per direttissima a un anno di reclusione e rimesso in libertà. Fu poi assolto nel 1980.
Soppresso il Tribunale supremo militare nel 1981, fu trasferito alla Corte suprema di cassazione fino al 1984.

## Opere
- Codici penali militari di pace e di guerra, annotati con la giurisprudenza, Giuffrè, 1971